# Fritz Köberle
Fritz Köberle (Eichgraben, 1 de outubro de 1910 – Americana, 20 de fevereiro de 1983) foi um médico e cientista austríaco-brasileiro, descobriu o mecanismo neurogênico da fase crônica da doença de Chagas, parasitose causada pelo protozoário flagelado Trypanosoma cruzi.

## Vida
Köberle estudou medicina na Universidade de Viena, graduando-se em 1934, onde seguiu carreira no Instituto de Patologia, chegando a Professor Adjunto em 1941 e realizou cerca de 4 mil autópsias.
Com a anexação da Áustria pela Alemanha nazista em 1939, foi convocado para o exército, tendo sido patologista na França, Bélgica, Polônia e Rússia, onde contraiu malária, transferindo-se então para Münster, de cuja universidade se tornou Livre-Docente.
Terminada a guerra voltou para Viena, e no ano seguinte mudou para Sankt Pölten, onde acumulou os cargos de chefe do Instituto Bacteriológico e Sorológico e do Serviço de Medicina Legal.
Em 1953 aceitou o convite do Prof. Zeferino Vaz para organizar o Departamento do Patologia da Faculdade de Medicina de Ribeirão Preto, que passaria a integrar a USP. Veio para ficar três anos, mas acabou se naturalizando brasileiro, revalidando seu diploma de médico e se tornando professor titular em 1962, e até sua aposentadoria em 1976.
Autor de grande número de trabalhos científicos, Köberle foi co-fundador da Sociedade Brasileira de Medicina Tropical, presidente da Sociedade Brasileira de Patologia, assessor da FAPESP e da OMS.
Viajou por todo o Brasil e se interessou por vários aspectos da cultura brasileira, visitando índios xavantes no Mato Grosso do Sul e carajás na Ilha do Bananal.
Morreu subitamente, de infarto, assim como Carlos Chagas, o precursor de seu estudo.

## Obra
O motivo de Köberle para aceitar o convite de Zeferino Vaz foi a possibilidade de realizar pesquisas médicas, já que seu trabalho não lhe deixava tempo para isto. Antes de vir para o Brasil conversou em Munique com o Prof. Henrique Rocha Lima, ex-pesquisador do Instituto Oswaldo Cruz, onde realizara pesquisas originais sobre a doença de Chagas.
Em Ribeirão Preto, Köberle notou que a doença de Chagas poderia ser uma campo promissor de pesquisa para ele e para o recém-fundado departamento. Descoberta por Carlos Chagas em 1909, pouco se sabia, quarenta anos depois, sobre as manifestações crônicas peculiares da doença, como megaesôfago, megacólon, cardiomegalia, aneurisma ventricular cardíaco, acalásia, etc., nem do mecanismo que as causava.

### Megacólon e megaesôfago chagásicos
Tinha sido demonstrado que megacólon e megaesôfago eram a mesma doença, caracterizada pela degeneração do plexo mioentérico em todo o trato digestivo e não apenas na região dilatada. Sabia-se também que a doença de Chagas estava relacionada a estas manifestações, quando endêmicas.
A  princípio Köberle procurou pelos amastigotos nas dilatações, mas percebeu que seria mais importante saber quando e por que estas ocorreram, ainda que o Trypanosoma não pudesse mais ser encontrado nelas.
Usando o grande número de mortes por tripanossomíase ne região de Ribeirão Preto e sul de Minas Gerais, onde a doença era endêmica e de alta prevalência na época, Köberle estudou primeiro as doenças por dilatação do trato digestivo e provou, por quantificação do número de neurônios do sistema nervoso autônomo no plexo de Auerbach, que:
1. estavam muito reduzidos em todo o trato digestivo;
2. megacólon e megaesôfago apareciam apenas quando havia uma redução dos  neurônios acima de 80 e 55% respectivamente;
3. essas patologias surgiam como resultado da disrupção do controle neurológico da peristalse (contração muscular anular) nas partes onde é necessária grande força para impelir o bolo alimentar ou fecal;
4. o megaesôfago idiopático europeu e o megaesôfago por Chagas pareciam ter a mesma etiologia, ou seja, degeneração do plexo mientêrico de Auerbach.

### Cardiopatia chagásica
Carlos Chagas já havia descrito a cardiopatia na doença da Chagas crônica, e se sabia haver relação entre as dilatações do trato digestivo e essa cardiopatia.
Köberle estudou a desnervação do coração na tripanossomíase e descobriu que o parassimpático (55%) é mais atingido que o simpático (35%), causando a disritmia. No entanto, o parasita era encontrado com mais freqüência no músculo cardíaco que no trato digestivo.

### A patogenia da doença de Chagas
A partir de seus estudos, Köberle definiu a doença de Chagas como uma doença do sistema nervoso autônomo, o que abriu novos horizontes para a pesquisa da doença e para o papel do sistema nervoso autônomo na regulação dos órgãos e sistemas.
A degeneração do sistema nervoso começa na fase aguda da doença, embora o T. cruzi se instale no tecido muscular, daí a miocardite na fase aguda da doença. Köberle aceitou a ampliou a hipótese de Chagas sobre a liberação de toxinas pelo parasito para explicar o mecanismo de destruição dos neurônios. Este ponto ainda não está esclarecido: atualmente considera-se a hipótese de que os neurônios são atacados por células imunológicas.